# Rassemblement Pour la France
Het Rassemblement Pour la France (RPF) was een Franse politieke partij gecreëerd door Charles Pasqua en Philippe de Villiers (nu MPF) in 1999. Ze bevat dissdienten van de vroegere RPR en van het MPF.
Bij de Europese verkiezingen van juni 1999 behaalden Pasqua en de Villiers met het Rassemblement Pour la France et l'Indépendance de l'Europe (RPFIE) 13,06% van de stemmen en 13 vertegenwoordigers. Het stichtingscongres van de RPF vond datzelfde jaar in november plaats.
Een jaar later in de zomer van 2000 spatte de partij uiteen en richtte de Villiers het MPF op. Nog andere leden richtten splinterpartijen op. Pasqua bleef bij het RPF.
Bij de legislatieve verkiezingen van 2002 behaalde de partij 0,30% van de stemmen, maar in de tweede ronde wel twee zetels in de Assemblée.
Bij de presidentsverkiezingen van 2007 riep Pasqua Nicolas Dupont-Aignan en Christine Boutin op om hun kandidatuur in te trekken t.v.v. Nicolas Sarkozy.
Samenstelling per 27 juli 2019 
 De deelnemende partijen met de meeste zetels worden genoemd, alleen de partijen met een enkele zetel binnen de fractie ontbreken.